# Aleksandar Vukotić
Aleksandar Vukotić (serbisch-kyrillisch Александар Вукотић; * 22. Juli 1995 in Kraljevo) ist ein serbischer Fußballspieler, der beim SV Darmstadt 98 unter Vertrag steht.

## Karriere
Bis 2013 spielte Vukotić in der Jugend von Sloga Kraljevo, ehe er für die Saison 2013/14 in die 1. Mannschaft geholt wurde. 2014 wechselte er innerhalb Serbiens zum FK Dolina Padina, von 2015 bis 2018 spielte Vukotic in Bosnien-Herzegowina für den FK Krupa. Für den SK Beveren stand er in 138 Spielen in den belgischen Ligen Division 1A (2018 bis 2021) und Division 1B (2021 bis 2023) auf dem Platz.
Anschließend erfolgte der Wechsel in die deutsche 2. Fußball-Bundesliga 2023/24 zum SV Wehen Wiesbaden. Am Ende der Saison stieg der SV Wehen Wiesbaden zwar in die 3. Liga ab, Vukotić jedoch wechselte zur Saison 2024/25 zum hessischen Nachbarn SV Darmstadt 98 und blieb der 2. Bundesliga somit erhalten.